# Faith Hilling
«Faith Hilling» («Faithileo» en Hispanoamérica) es el tercer episodio de la decimosexta temporada de la serie animada South Park, y el episodio N.º 226 en general, se estrenó en el canal Comedy Central el 28 de marzo de 2012 en los Estados Unidos. En este episodio, Cartman y sus amigos intentan defender la tendencia memética llamada Faithileo, mientras se crean nuevos fenómenos de internet.
Este episodio fue escrito y dirigido por el cocreador de la serie Trey Parker con clasificación TV-MA L en Estados Unidos.

## Trama
En la sesión de debate republicano de Colorado, Kyle y su pandilla ayudan a Cartman para que realice la posición del "Faithileo" en pleno debate hacia las demás personas presentes, el Faithileo consiste en que una persona masculina estire la parte delantera de su camisa hacia delante para simular tener senos, convirtiéndose en una tendencia memética en todo el mundo, después del "Bradyneo". La broma de Cartman en el debate, hace que todo los estudiantes del cuarto grado sean llevados a las clases de educación de seguridad en la que el profesor Lamont les enseña los peligros de las tendencias meméticas con un video educativo mostrando muertes drásticas de las personas cuando son golpeados por trenes mientras hacen el "Tebowineo", una pose original del jugador de la NFL Tim Tebow. Entre tanto, los chicos se mostraban entusiasmados porque el Faithileo se ha convertido en tendencia y hasta publicaron como portada en varios diarios, en pocos segundos los chicos se enteran de que el Faithleo pasó de moda hace años, y que la nueva tendencia memética es el "Taylor Swifteo", una pose original de Taylor Swift que consiste en arrastrar las nalgas desnudas sobre el piso, causando malestar a Cartman y su pandilla.
A continuación, el profesor Lamont es informado por dos personas no identificadas de un nuevo meme de internet practicado por otra especie, se trata de fotos de los gatos con las cabezas cubiertas con rebanadas de pan molde, Lamont observa como evidencia de que los gatos están evolucionando para llegar a ser tan inteligentes como los humanos, incluso, un joven murió por practicar un fenómeno de internet llamado "Oh Long Johnson" hecho por un gato, a medida que los nuevos memes emergen entre personas y gatos, los chicos continúan haciendo el Faithileo pero después de burlas y abucheos de los espectadores, finalmente son forzados a cada persona hacer otra clase de fenómeno memético ya que el Faithileo pasó de moda, más tarde, Kyle y Cartman perdieron el interés de seguir faithileando. Mientras tanto, Lamont y demás personas tratan de comunicarse con los gatos, que ahora son aparentemente capaces de hablar, los humanos sienten que esto representa un peligro para la humanidad y finalmente llevará a la guerra entre las dos especies.
Con el yapasón del Faithileo, la pandilla intentan mantenerse actualizados participando en nuevos memes, incluyendo uno que combina elementos de memes anteriores que consiste en arrastrar las nalgas desnudas sobre el piso mientras sostiene un gato con rebanadas de pan sobre la cara, siendo aceptado por los otros chicos. Más tarde, la pandilla iban a poner en practica los memes combinados en otro debate republicano, pero Cartman una vez en el escenario con su gato decide no hacerlo, en su lugar realiza nuevamente el faithileo con una canción que conmocionó al público presente hasta los embajadores y republicanos como Newt Gingrich, Rick Santorum y Mitt Romney.
El episodio culmina con un reportero informando que el mensaje en la canción de Cartman no está de todo claro, pero no importa, siempre y cuando existan canciones, se rían de las celebridades y los republicanos bailen con senos simulados, ésta practica se denomina Complacencia, mientras el reportero practica el "reporteo", un tren circula inesperadamente a gran velocidad y lo termina matando.